# Château de Sans-Souci
Ne doit pas être confondu avec Palais Sans Souci ou Palais de Sanssouci.
Le château de Sans-Souci est un édifice situé sur la commune de Limonest, dans la métropole de Lyon.

## Situation
Le château est situé au nord ouest de Lyon, à proximité de la route départementale 6. Il domine un étang alimenté par le ruisseau de Châlin-Bruyère.

## Histoire
Le château construit au XVIIe siècle, appartient à partir du XIXe siècle, à la famille Roux de Bézieux. Acquis par un promoteur en 1972, le château abrite de 1973 à 1976 l'école du Tournesol, qui expérimente un mode de pédagogie basé sur le libre choix des enfants. Aujourd'hui, l'édifice est un lieu d'organisation d'événements, au cœur d'une ZAC à laquelle il a donné son nom.

## Architecture
La construction est constituée de deux corps de logis formant un L. Le premier, orienté nord (côté cour) - sud (côté parc) est prolongé par deux pavillons coiffés de toits à forte pente. Le corps central, limité à une travée, fait saillie en façade nord.
La façade ouest du second corps de logis est précédée par une terrasse qui dessine deux tours rondes.
Des communs complètent le tracé de la cour.

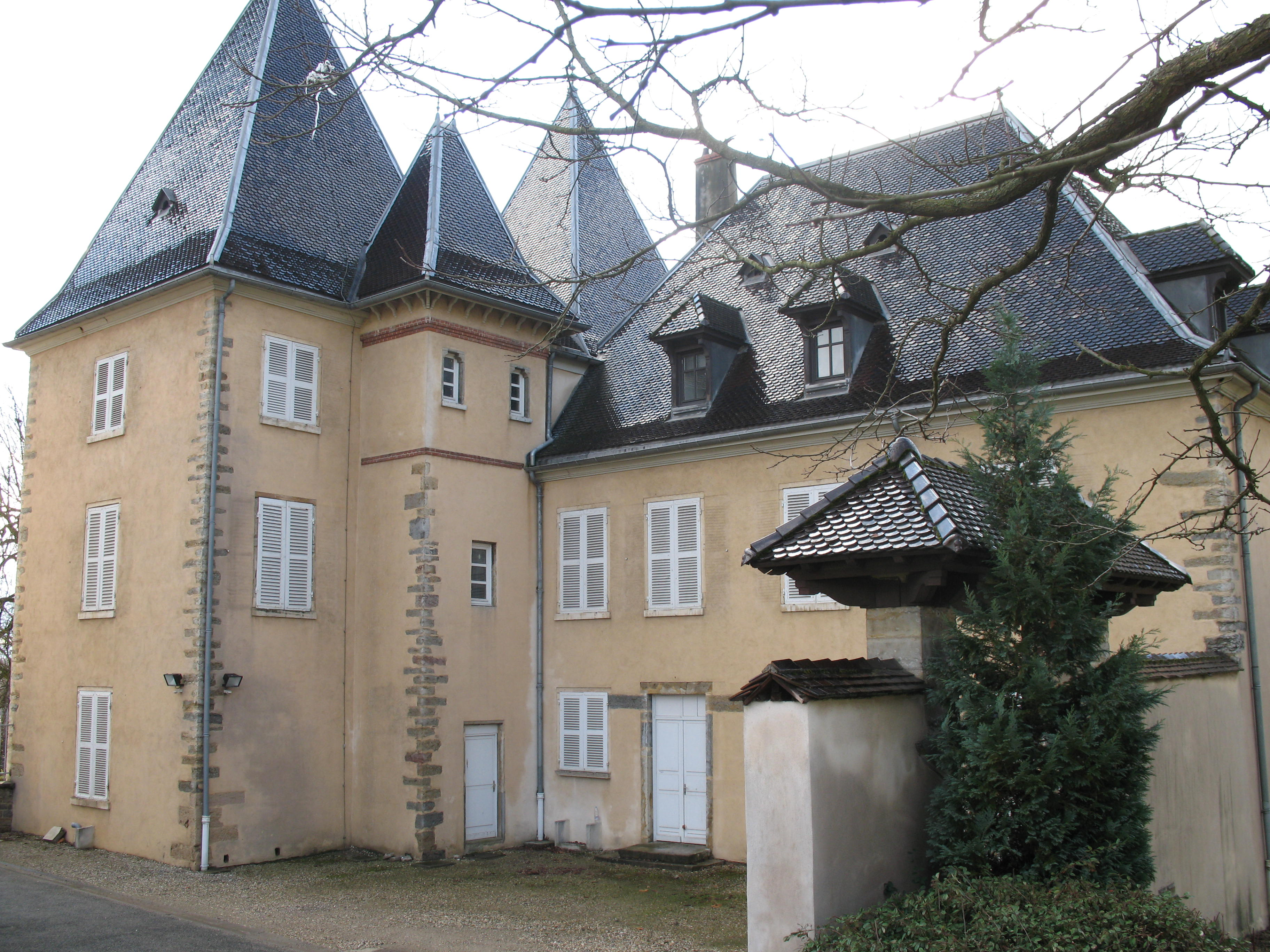
La cour
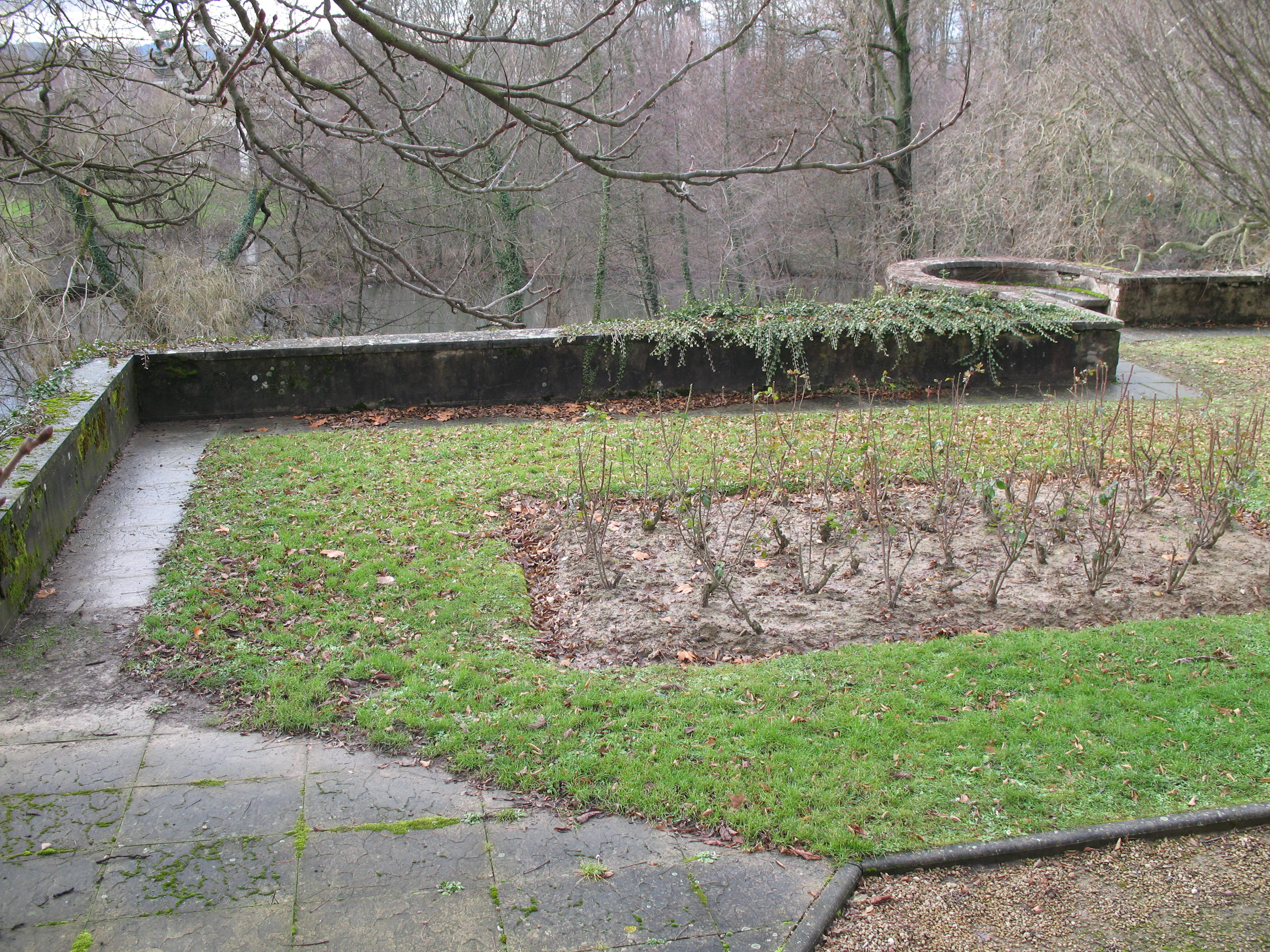
La terrasse
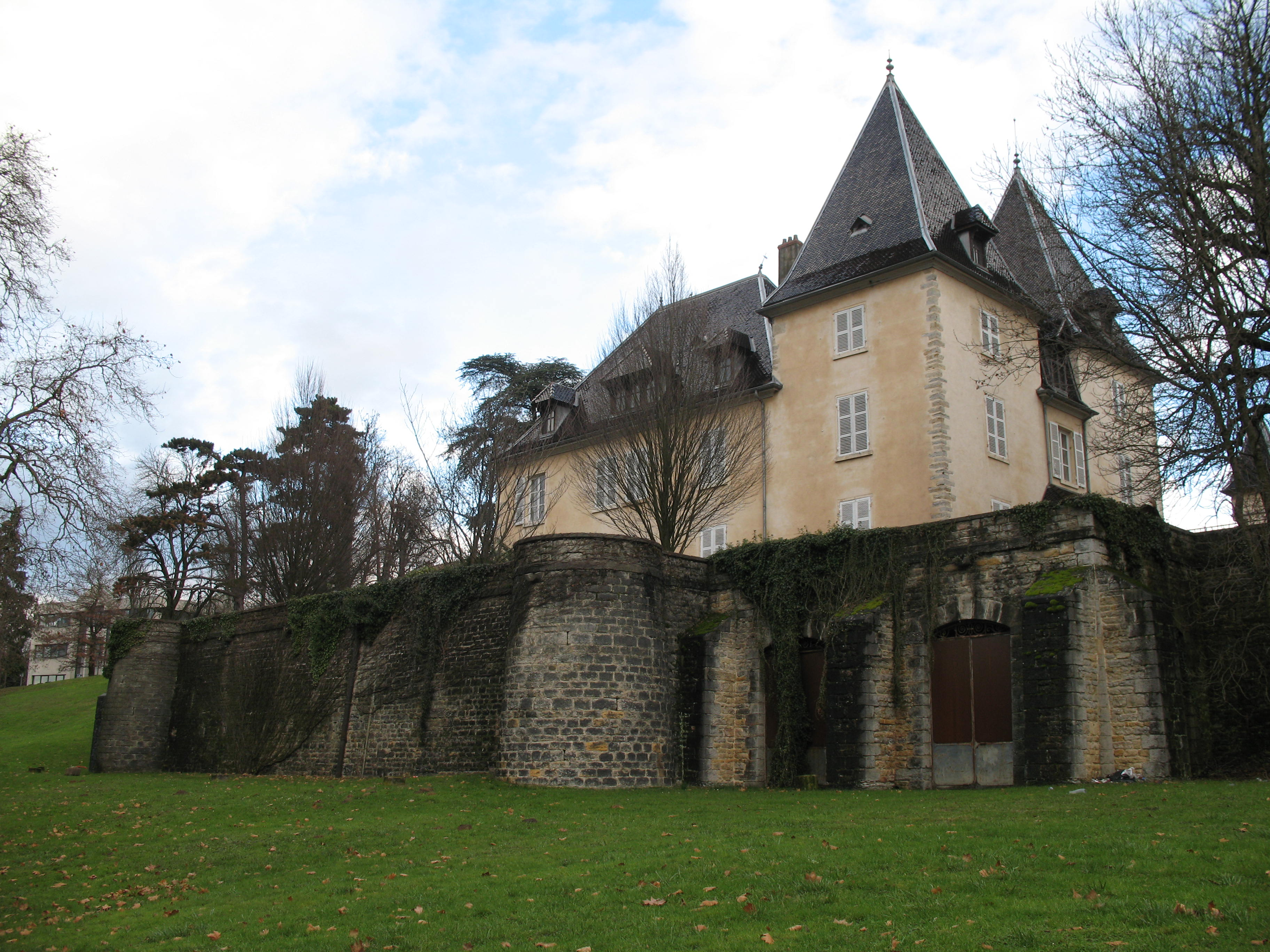
Le parc et les tours